# Sportcentrum Kardinge
Sportcentrum Kardinge is een sportcomplex, gelegen in het gelijknamige gebied in de Nederlandse stad Groningen. In het complex bevindt zich de ijsbaan van Groningen, een subtropisch zwembad, een wedstrijdzwembad, een school (Alfa-college), 3 sportzalen, een ijshockeyhal, squash- en tennisbanen. Het complex is geopend in 1993.

## Historie
Tot 1993 stond de ijsbaan van Groningen in het Stadspark en het zwembad was het Noorderbad. Het laatste bleek niet meer geschikt voor de zwemsport en het Stadspark was rijp voor bebouwing. In verband met de uitbreiding van de wijken aan de noordoostkant van de stad Groningen waren nieuwe sportvoorzieningen nodig en zijn de ijsbaan en het zwembad ondergebracht in Sportcentrum Kardinge. In de loop der tijd is het complex uitgebreid en zijn er nieuwe sportfaciliteiten bij gebracht.

## Schaatsen

### 400-meterbaan
In het sportcentrum bevindt zich een kunstijsbaan van 400 m. Dit is de opvolger van de kunstijsbaan die vanaf 1970 ruim twee decennia in het Groninger Stadspark lag. Jaarlijks vinden hier de Nationale Kampioenschappen Langebaanschaatsen plaats. De baan is de op twee na snelste ijsbaan in Nederland en de nummer 26 op de lijst van snelste ijsbanen ter wereld. Bij de baan bevindt zich een tribune met 500 zitplaatsen en 3.500 staanplaatsen.

#### Tennis
Binnen de 400-meterbaan bevinden zich een zevental indoor-tennisvelden. Deze zijn door een loopbrug over de baan te bereiken.

### IJshockeyhal
Naast de 400-meterbaan bevindt zich een 1.800 vierkante meter grote ijshockeyhal. In deze hal worden regelmatig wedstrijden gespeeld door de ijshockeyers. Daarnaast wordt de hal gebruikt voor cursussen, maar ook door kunstrijders en beoefenaars van shorttrack en curling. Bij de ijsbaan bevindt zich een tribune met 600 zitplaatsen en 200 staanplaatsen.

## Zwemmen

### Subtropisch zwembad
Het sportcomplex beschikt naast de ijsbaan over een subtropisch zwembad. Dit bad, met een temperatuur van 30°C en vele installaties, is vooral populair bij kinderen. Het bad is voorzien van bubbelbaden, een golfslaginstallatie en een 60 meter lange glijbaan. Ook beschikt het bad over een klein buitenbad.

### 25 meterbad
Buiten het subtropische bad bevindt zich in het complex ook nog een zes banen tellend 25-meterbad. De temperatuur ligt hier, zoals voorgeschreven, tussen de 27 en 28 graden. Hierdoor is het bad ook geschikt voor zwemwedstrijden. Ook beschikt het bad over een beweegbare bodem, waardoor het bad voor meerdere activiteiten te gebruiken is.

### Instructiebad
Naast het 25-meterbad bevindt zich een instructiebad van 10 bij 15 meter. Dit verwarmde bad wordt voornamelijk gebruikt voor zwemlessen aan kinderen en door ouderen. 

## Overige sporten
Behave de tennisbanen bij de 400-meterbaan bevinden zich buiten ook nog vijf tennisbanen. Tijdens deze verbouwing is ook een nieuwe permanente sporthal gerealiseerd en een dojo waarin voornamelijk vechtsporten worden beoefend. Ook beschikt het sportcentrum over negen squashbanen.

## Voorzieningen
Zowel op de begane grond als op de eerste etage is een restaurant te vinden. Daarnaast beschikt het sportcentrum over drie vergaderzalen en een kinderopvang. Ook is er een sportwinkel gevestigd, die ook schaatsen verhuurt voor de schaatsbaan. Buiten het sportcomplex bevindt zich een fietsenstalling.